# Лейла Моттлі
Лейла Моттлі (англ. Leila Mottley; нар. 2002) — американська письменниця та поетеса. Авторка бестселера за версією New York Times «Нічні патрулі», який номінували на численні нагороди, зокрема Букерівську премію, що робить її наймолодшою авторкою, яку висунули на цю премію. 2018 року, коли їй було 16 років, її було названо молодою поеткою-лауреаткою Окленда, Каліфорнія.

## Дитинство та освіта
Моттлі народилася та виросла в Окленді, Каліфорнія, де проживає й досі. 2019 року вона почала навчатися у Сміт-коледжі та наразі перебуває у безстроковій відпустці, щоб займатися письменництвом.

## Кар'єра
2018 року, коли їй було 16 років, її назвали молодою поеткою-лауреаткою Окленда, Каліфорнія, попереднього року вона стала поеткою-віце-лауреаткою. Її поезію публікували у газеті «Нью-Йорк Таймс».
Мотлі є співавторкою сценарію та виконала головну роль у документальному короткометражному фільмі «When I Write It», який 2020 року увійшов до офіційної програми кінофестивалю «Трайбека».
У червні 2022 року Моттлі опублікувала свій перший роман «Нічні патрулі» який почала писати у 16 років. Вона написала оригінальну версію влітку 2019 року, невдовзі після завершення середньої освіти. На той час вона працювала вихователькою на заміну в дитячому садку.
2024 року Лейла Мотлі опублікувала першу збірку віршів «woke up no light».

## Нагороди та почесні відзнаки
2018 року, коли їй було 16 років її назвали молодою поеткою-лауреаткою Окленда, Каліфорнія, оскільки попереднього року вона стала поеткою-віце-лауреаткою.
Її дебютний роман «Нічні патрулі» став бестселером New York Times та став виборомКнижкового клубу Опри у червні 2022 року. AudioFile вніс її до списку найкращих аудіокниг 2022 року.
| Рік      | Назва         | Нагорода                                      | Категорія                     | Результат     | Посилання            |
| -------- | ------------- | --------------------------------------------- | ----------------------------- | ------------- | -------------------- |
| 2022 рік | Нічні патрулі | Букерівська премія                            | —                             | Довгий список | [ 11 ] [ 21 ] [ 22 ] |
| 2022 рік | Нічні патрулі | Вибір редакції Booklist                       | Книги для дорослих та молоді  | Вибір         | [ 23 ]               |
| 2022 рік | Нічні патрулі | Нагорода Goodreads Choice Award               | Художня література            | Номінант      | [ 24 ]               |
| 2022 рік | Нічні патрулі | Нагорода Goodreads Choice Award               | Дебютний роман                | Номінант      | [ 24 ]               |
| 2023 рік | Нічні патрулі | Audie Award                                   | Жінка-оповідачка              | Фіналіст      | [ 25 ]               |
| 2023 рік | Нічні патрулі | Премія імені Зори Ніл Герстон і Річарда Райта | Дебютна художня книжка        | Номінант      | [ 26 ]               |
| 2023 рік | Нічні патрулі | Літературна премія «Лямбда»                   | Лесбійська художня література | Фіналіст      | [ 27 ]               |
| 2023 рік | Нічні патрулі | Літературна премія PEN Окленд/Жозефіни Майлз  | Премія Жозефіни Майлз         | Переможець    |                      |

## Вибрані публікації
- Нічні патрулі (2022)
- woke up no light (2024)

## Переклади українською
2025 року у видавництві «Віват» вийшов український переклад роману «Нічні патрулі». Перекладач — Андрій Зорницький.

## Зовнішні посилання
- Офіційний веб-сайт